# Aethecerus punctifrons
Aethecerus punctifrons là một loài tò vò trong họ Ichneumonidae.